# Puchar Polski w piłce nożnej (2007/2008)
Remes Puchar Polski 2007/2008, Puchar Polski w piłce nożnej mężczyzn w sezonie 2007/2008 – 54. edycja rozgrywek, mających na celu wyłonienie zdobywcy Pucharu Polski, który uzyskał tym samym prawo gry w Pucharze UEFA sezonu 2008/09.
W sezonie 2007/2008 rozgrywki te składały się z:
- I rundy wstępnej,
- II rundy wstępnej,
- I rundy pucharowej, w której dołączyły zespoły II ligi sezonu 2006/2007,
- II rundy pucharowej, w której dołączyły zespoły I ligi sezonu 2006/2007,
- meczów 1/8 finału,
- dwumeczów 1/4 finału,
- dwumeczów 1/2 finału,
- meczu finałowego.

## Terminarz rozgrywek

### I runda wstępna
1 sierpnia 2007, godz. 17:00
| Jeziorak Iława    | 3-0 w.o. | Jagiellonia II Białystok |
| Korona III Kielce | 0-4      | Sandecja II Nowy Sącz    |
| Nielba Wągrowiec  | 3-0      | GKP Gorzów Wielkopolski  |
| Przyszłość Rogów  | 3-0 w.o. | Polonia Przemyśl         |

### II runda wstępna
8 sierpnia 2007, godz. 17:00
| Ruch Wysokie Mazowieckie        | 3-0 w.o.  | Olimpia Elbląg                 |
| KP Sopot                        | 0-1       | Jeziorak Iława                 |
| Znicz Pruszków                  | 3-1       | Start Krasnystaw               |
| Skalnik Gracze                  | 3-0 w.o.  | Zagłębie II Lubin              |
| KSZO II Ostrowiec Świętokrzyski | 1-2       | Przyszłość Rogów               |
| Stal Sanok                      | 0-1       | Sandecja II Nowy Sącz          |
| Pogoń Oleśnica                  | 3-1       | Lechia Zielona Góra            |
| Włókniarz Konstantynów Łódzki   | 2-1       | Lech Rypin                     |
| Orlęta Radzyń Podlaski          | 2-3       | Start Otwock                   |
| Victoria Koronowo               | 3-2       | Nielba Wągrowiec               |
| Jarota Jarocin                  | 3-0       | KP Police                      |
| GKS 71 Tychy                    | 2-0       | TOR Dobrzeń Wielki             |
| Okocimski KS Brzesko            | 2-1       | Concordia Piotrków Trybunalski |
| Leśnik/Rossa Manowo             | 1-1 k.3-4 | Bytovia II Bytów               |

### I runda
29 sierpnia 2007, godz. 17:00
| Ruch Wysokie Mazowieckie      | 1-2       | Jagiellonia Białystok        |
| Jeziorak Iława                | 3-1       | ŁKS Łomża                    |
| Znicz Pruszków                | 1-0       | Piast Gliwice                |
| Skalnik Gracze                | 2-3       | Odra Opole                   |
| Przyszłość Rogów              | 1-2       | Unia Janikowo                |
| Sandecja II Nowy Sącz         | 0-0 k.3-2 | Podbeskidzie Bielsko-Biała   |
| Pogoń Oleśnica                | 3-0       | Górnik Polkowice             |
| Włókniarz Konstantynów Łódzki | 0-0 k.1-3 | Stal Stalowa Wola            |
| Start Otwock                  | 2-1       | Polonia Bytom                |
| Victoria Koronowo             | 1-0       | KSZO Ostrowiec Świętokrzyski |
| Jarota Jarocin                | 1-4       | Lechia Gdańsk                |
| GKS 71 Tychy                  | 3-0       | Kmita Zabierzów              |
| Okocimski KS Brzesko          | 0-2       | Zagłębie Sosnowiec           |
| Bytovia II Bytów              | 0-1       | Polonia Warszawa             |
| Miedź Legnica                 | 2-3       | Śląsk Wrocław                |
| Zawisza Bydgoszcz             | 0-3 w.o.  | Ruch Chorzów                 |

### II runda
25 września 2007
| Śląsk Wrocław         | 2-2 k. 4-5 | Wisła Kraków                     |
| GKS 71 Tychy          | 0-0 k. 4-2 | Odra Wodzisław Śląski            |
| Jagiellonia Białystok | 2-4        | Widzew Łódź                      |
| Lechia Gdańsk         | 2-2 k. 5-4 | Górnik Zabrze                    |
| Pogoń Oleśnica        | 0-3        | Wisła Płock                      |
| Polonia Warszawa      | 3-2        | Lech Poznań                      |
| Znicz Pruszków        | 2-5        | Cracovia                         |
| Ruch Chorzów          | 2-0        | Górnik Łęczna                    |
| Victoria Koronowo     | 0-3        | Zagłębie Lubin                   |
| Odra Opole            | 1-0        | GKS Bełchatów                    |
| Jeziorak Iława        | 1-2        | Dyskobolia Grodzisk Wielkopolski |
| Sandecja II Nowy Sącz | 0-4        | Legia Warszawa                   |
| Zagłębie Sosnowiec    | 0-2        | Korona Kielce                    |
| Stal Stalowa Wola     | 3-0 w.o.   | Pogoń Szczecin                   |
| Unia Janikowo         | 1-2        | Arka Gdynia                      |
| Start Otwock          | 0-1        | ŁKS Łódź                         |

### 1/8 finału
30 - 31 października 2007
| Cracovia          | 0-1 | Arka Gdynia                      |
| Ruch Chorzów      | 1-0 | Widzew Łódź                      |
| Odra Opole        | 0-2 | Zagłębie Lubin                   |
| Polonia Warszawa  | 3-1 | Korona Kielce                    |
| Lechia Gdańsk     | 5-1 | Wisła Płock                      |
| GKS 71 Tychy      | 1-3 | Wisła Kraków                     |
| Stal Stalowa Wola | 1-3 | Dyskobolia Grodzisk Wielkopolski |
| Legia Warszawa    | 1-0 | ŁKS Łódź                         |

### 1/4 finału
1/2 kwietnia - 8/9 kwietnia 2008
| Dyskobolia Grodzisk Wielkopolski | 1-0 | Ruch Chorzów                     |
| Ruch Chorzów                     | 1-1 | Dyskobolia Grodzisk Wielkopolski |
|                                  |     |                                  |
| Arka Gdynia                      | 0-0 | Wisła Kraków                     |
| Wisła Kraków                     | 2-1 | Arka Gdynia                      |
|                                  |     |                                  |
| Zagłębie Lubin                   | 5-0 | Polonia Warszawa                 |
| Polonia Warszawa                 | 2-3 | Zagłębie Lubin                   |
|                                  |     |                                  |
| Legia Warszawa                   | 1-0 | Lechia Gdańsk                    |
| Lechia Gdańsk                    | 0-1 | Legia Warszawa                   |

### 1/2 finału
22/23 kwietnia - 29/30 kwietnia 2008
| Wisła Kraków                     | 0-0 | Dyskobolia Grodzisk Wielkopolski |
| Dyskobolia Grodzisk Wielkopolski | 0-1 | Wisła Kraków                     |
|                                  |     |                                  |
| Legia Warszawa                   | 0-0 | Zagłębie Lubin                   |
| Zagłębie Lubin                   | 1-1 | Legia Warszawa                   |

### Finał
| 13 maja 2011 17:00                                   | Legia Warszawa | 0:0 k. 4:30:0Raport                                   | Wisła Kraków | Stadion GKS-u Bełchatów, Bełchatów Widzów: 5 000 Sędzia: Grzegorz Gilewski (Radom) |
|                                                      |                |                                                       |              |                                                                                    |
|                                                      |                | Rzuty karne                                           |              |                                                                                    |
| Szala · Guerreiro · Smoliński · Vuković · Wawrzyniak |                | Głowacki · Zieńczuk · Cléber · Paulista · Baszczyński |              |                                                                                    |

| Puchar Polski w piłce nożnej 2007/2008 Zwycięzcy |
| ------------------------------------------------ |
| Legia Warszawa 13. Tytuł                         |